# This City
This City è un singolo del cantante australiano Sam Fischer, pubblicato il 18 gennaio 2018 come terzo estratto dal primo EP Not a Hobby, incluso nel terzo EP Homework e nel primo album in studio I Love You, Please Don't Hate Me.

## Descrizione
Il brano è stato originariamente caricato sulle piattaforme di streaming il 18 gennaio 2018, tuttavia ha iniziato a ricevere popolarità nell'autunno 2019 dopo essere divenuto virale su TikTok. In seguito a ciò, il cantante ha firmato un contratto con la RCA, che il 13 dicembre dello stesso anno ha ripubblicato la canzone e il suo EP di provenienza Not a Hobby.

## Video musicale
Il video è stato reso disponibile il 24 gennaio 2020 attraverso il canale YouTube dell'interprete.

## Tracce
Testi e musiche di Sam Fischer, Jackson Morgan e James Michael Robbins.
Download digitale
1. This City – 3:14

Download digitale – Luca Schreiner Remix
1. This City (Luca Schreiner Remix) – 2:56

Download digitale – Acoustic
1. This City (Acoustic) – 3:26

Download digitale – Frank Walker Remix
1. This City (Frank Walker Remix) – 2:50

Download digitale – Remix
1. This City (Remix) (feat. Nea) – 3:14

Download digitale – Remix
1. This City (Remix) (feat. Kane Brown) – 3:14

Download digitale – Remix
1. This City (Remix) (con Camilo) – 3:16

Download digitale – Remix
1. This City (Remix) (feat. Anne-Marie) – 3:17

Download digitale – Remix
1. This City (Remix) (feat. Nico Santos) – 3:14

## Classifiche

### Classifiche settimanali
| Classifica (2020) | Posizione massima |
| ----------------- | ----------------- |
| Australia         | 17                |
| Belgio (Fiandre)  | 71                |
| Canada            | 72                |
| Irlanda           | 18                |
| Lituania          | 90                |
| Nuova Zelanda     | 20                |
| Portogallo        | 164               |
| Regno Unito       | 16                |
| Stati Uniti       | 105               |
| Svezia            | 86                |

### Classifiche di fine anno
| Classifica (2020) | Posizione |
| ----------------- | --------- |
| Australia         | 36        |
| Nuova Zelanda     | 45        |
| Regno Unito       | 35        |
| Classifica (2021) | Posizione |
| Australia         | 77        |